# NGC 7246
NGC 7246 (другие обозначения — IC 5198, PGC 68512, MCG -3-56-14, IRAS22150-1549) — спиральная галактика (Sa) в созвездии Водолей.
Этот объект входит в число перечисленных в оригинальной редакции «Нового общего каталога».